# Лорі калімантанський
Лорі калімантанський (Nycticebus menagensis) — вид мокроносих приматів родини лорієві.

## Класифікація
Калімантанский лорі раніше вважався підвидом Nycticebus coucang, але був зведений в окремий вид у 2006 році, після ретельних генетичних досліджень. В кінці 2012 на підставі аналізу морфологічних характеристик (в першу чергу лицьових масок і характеру волосяного покриву), відбулася реорганізація, яка призвела до дроблення виду з утворенням трьох нових видів — Nycticebus bancanus, N. borneanus і N. kayan.

## Поширення
Вид населяє Бруней-Даруссалам, Індонезію, Малайзію (Калімантан) і Філіппіни. Дослідження показують вимирання лорі в острівній філіппінської провінції Таві-Таві, хоча окремі особини все ще можуть бути знайдені на дрібних островах архіпелагу Сулу. Живуть в первинних і вторинних рівнинних лісах, садах і плантаціях на висоті від 35-100 метрів від рівня моря. Згідно з інтерв'ю з місцевими жителями, як правило, вид спостерігається в заростях цитрусових дерев.

## Опис
Цей вид найменший з товстих лорі, відрізняється від своїх родичів генетично і забарвленням хутра — від блідо-золотистого до рудого, ромбоподібний малюнок на голові розмитий, відсутній другий верхній різець. Вуха зазвичай оголені. Вага тіла, зазвичай, в межах 265—325 г, хоча була зареєстрована вага до 700 грамів. Довжина тіла в середньому становить 274,2 мм (10,80 дюйма), а довжина черепа коливається між 54,5 і 56,5 мм.
Він має отруйні залози, знаходяться на передніх кінцівках. Разом зі слиною отрута втирається в шерсть, що робить лорі захищеною не тільки від хижаків, а й від паразитів. Отрута ссавця настільки токсична, що здатна вбити людину.